# Mas-d'Orcières
Mas-d'Orcières est une ancienne commune française, située dans le département de la Lozère en région Occitanie. Elle a formé le 1er janvier 2017 la commune nouvelle de Mont Lozère et Goulet.
Ses habitants sont appelés les Masorciérois.

## Géographie

### Communes limitrophes
| Saint-Julien-du-Tournel (Mont Lozère et Goulet) | Le Bleymard (Mont Lozère et Goulet) |          |
| Saint-Étienne-du-Valdonnez                      | Mas-d'Orcières                      | Cubières |
| Les Bondons                                     | Pont de Montvert - Sud Mont Lozère  |          |

### Hydrographie
La rivière Altier traverse la commune du Mas-d'Orcières.

## Histoire
La commune est créée en 1880 par détachement d'une portion du territoire de Saint-Julien-du-Tournel.

## Politique et administration
| Période      | Période                    | Identité       | Étiquette | Qualité |
| ------------ | -------------------------- | -------------- | --------- | ------- |
| janvier 2017 | En cours (au 20 juin 2020) | Évelyne Mouret |           |         |

| Période | Période | Identité         | Étiquette | Qualité |
| ------- | ------- | ---------------- | --------- | ------- |
| 2001    | 2008    | Auguste Peytavin |           |         |
| 2008    | 2016    | Évelyne Mouret   |           |         |

## Démographie
L'évolution du nombre d'habitants est connue à travers les recensements de la population effectués dans la commune depuis 1881. À partir du 1er janvier 2009, les populations légales des communes sont publiées annuellement dans le cadre d'un recensement qui repose désormais sur une collecte d'information annuelle, concernant successivement tous les territoires communaux au cours d'une période de cinq ans. 
Pour les communes de moins de 10 000 habitants, une enquête de recensement portant sur toute la population est réalisée tous les cinq ans, les populations légales des années intermédiaires étant quant à elles estimées par interpolation ou extrapolation. Pour la commune, le premier recensement exhaustif entrant dans le cadre du nouveau dispositif a été réalisé en 2005,.
En 2014, la commune comptait 110 habitants, en évolution de −15,38 % par rapport à 2009 (Lozère : −1,04 %, France hors Mayotte : +2,49 %).
| 1881 | 1886 | 1891 | 1896 | 1901 | 1906 | 1911 | 1921 | 1926 |
| ---- | ---- | ---- | ---- | ---- | ---- | ---- | ---- | ---- |
| 583  | 574  | 525  | 513  | 517  | 545  | 575  | 506  | 504  |

| 1931 | 1936 | 1946 | 1954 | 1962 | 1968 | 1975 | 1982 | 1990 |
| ---- | ---- | ---- | ---- | ---- | ---- | ---- | ---- | ---- |
| 447  | 381  | 308  | 240  | 202  | 180  | 179  | 168  | 134  |

| 1999 | 2005 | 2010 | 2014 | - | - | - | - | - |
| ---- | ---- | ---- | ---- | - | - | - | - | - |
| 131  | 140  | 124  | 110  | - | - | - | - | - |

## Culture locale et patrimoine

### Lieux et monuments
- Le clocher de tourmente du village de Serviès classé monuments historiques[7].

### Personnalité liée à la commune
- Georges Bonnet, 1907-1973, sénateur de la Lozère de 1955 à 1973.